# Caracal caracal
O caracal (Caracal caracal), também conhecido como lince-do-deserto ou lince-persa, é um carnívoro da família dos felídeos habitante da África e da Ásia Menor. Apesar de sua aparência lembrar a de um lince, este gato selvagem é parente próximo do serval. São felinos de porte médio, sendo que em seu habitat são menores do que as panteras (leões e leopardos) e guepardos mas maiores do que os gatos selvagens africanos. 

## Descrição
O caracal pode chegar a medir mais de 90 cm e pesar mais de 18 kg. Possui pernas longas e uma aparência esguia. A cor da pelagem pode variar de avermelhado, acinzentado a amarelo torrado, embora até se conheçam casos de indivíduos todos negros; e é própria para ele se camuflar. Um caracal selvagem vive cerca de 12 anos, mas em cativeiro pode chegar aos 17 anos. Como ele é um animal fácil de se domesticar, ele é utilizado pelos humanos para atividade de caça em países como o Irã e a Índia. Ele é treinado para caçar outros animais.

## Habitat
O caracal distribui-se pela África e pelo Sudoeste Asiático. Seu habitat consiste normalmente de estepes e desertos, mas também aparece em florestas ou savanas.

## Dieta

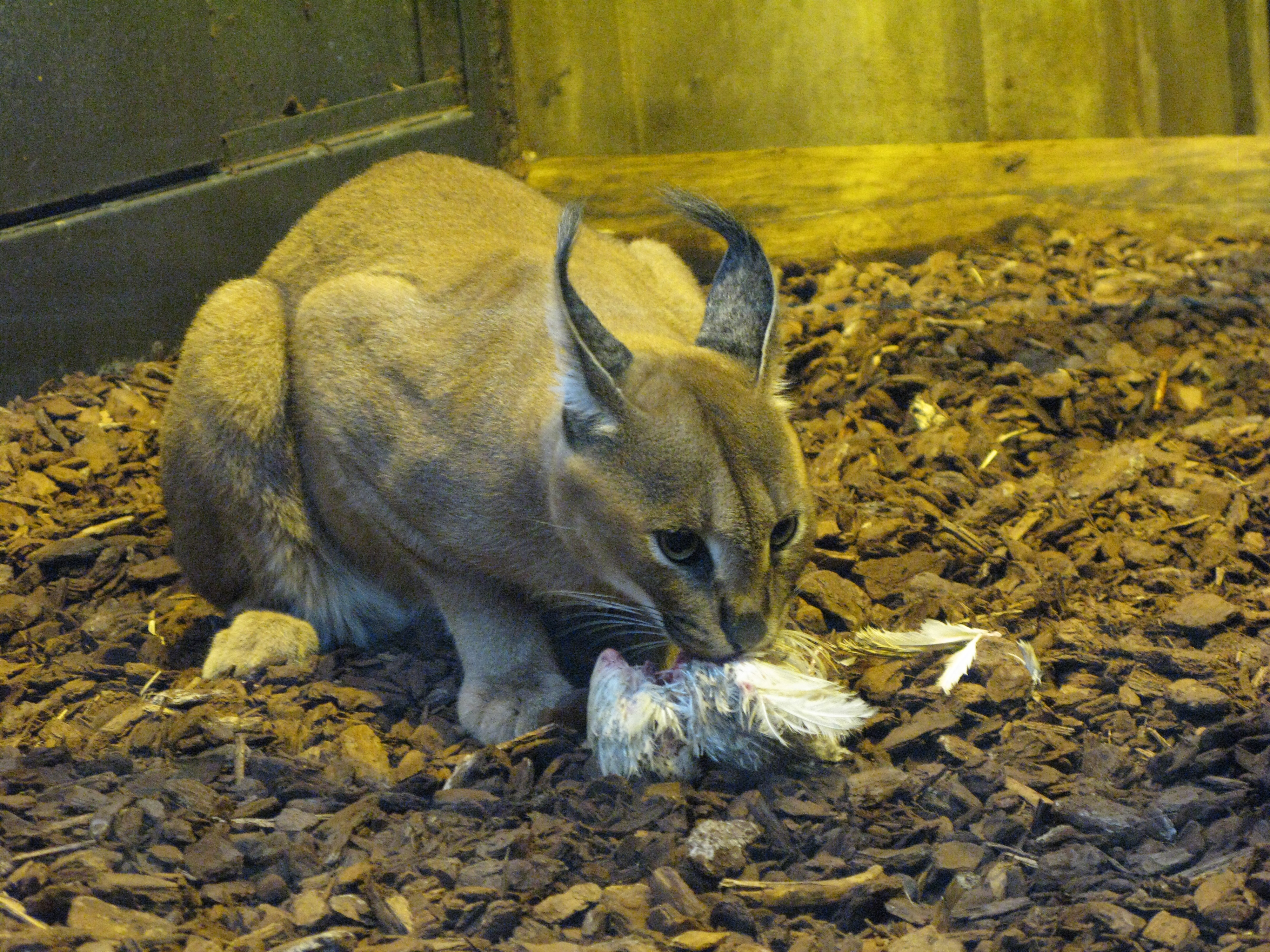
Um caracal a comer um frango.

As presas favoritas do caracal são os roedores (nomeadamente os daimões), as lebres, aves de capoeira e outros animais domésticos. Por vezes pode até atacar gazelas, pequenos antílopes e também jovens avestruzes.
Pode dar saltos verticais de 3 metros e "abater" aves em pleno voo com a pata.